# Эски Хулхулинский
Эски Хулхулинский (чечен. Эска, также известен как Эски Мичиковский) — чеченский военачальник времён Большой Кавказской войны, наиб округа Мичик. Один из самых активных, молодых и известных наибов имама Шамиля.

## Биография

### Ранние годы
Родился в первую четверть XIX века. Представитель тайпа Чартой. После уничтожения в октябре 1819 года царскими восками аула Нойбера, где проживал Эски, его семья переселилась к родичам в одно из чеченских сел Притеречья.

### Наиб Шамиля

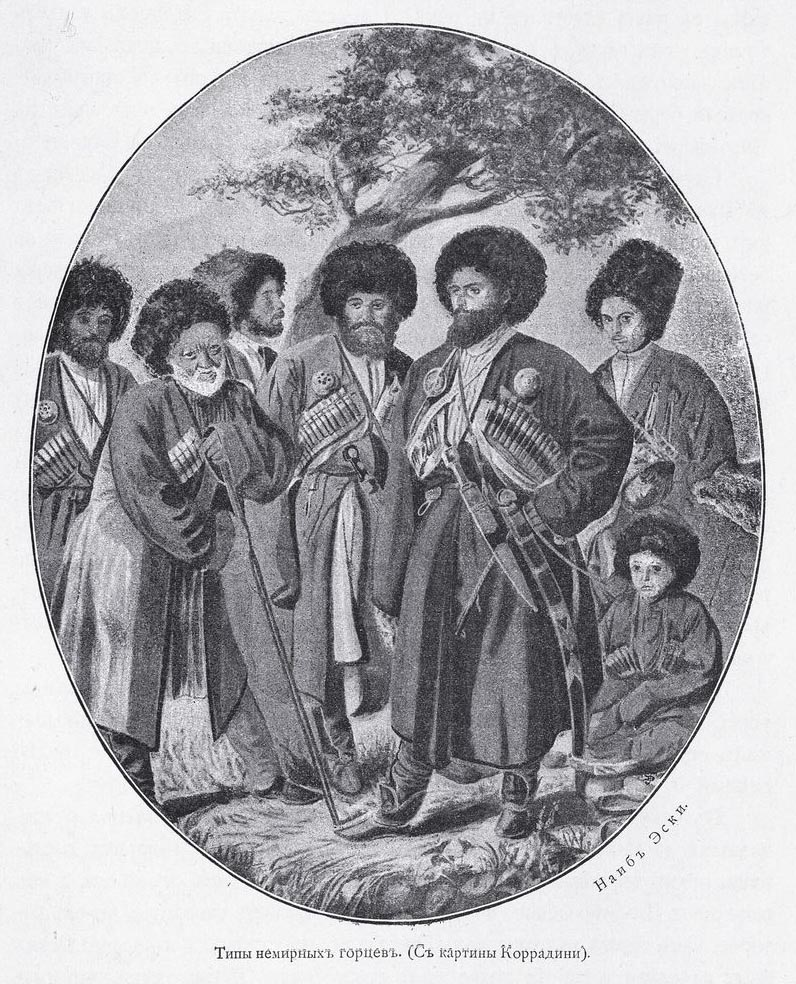
Наиб Эски (гравюра с картины Георг Коррадини)

В 1852 году был назначен наибом округа Мичик. Местом пребывания Эски являлось село Бачи-Юрт. Историк царской России Арнольд Зиссерман отмечает: 

Эски принадлежал к молодым наибам» и являлся человеком «дальнего ума, храбрый и отважный, а потому бывший в большой милости у Шамиля.
В июне и в июле 1852 года Эски несколько раз совершал нападения на село Истису (ныне Мелчхи). Спустя год принимал участие в боях на реке Мичик. Генерал-лейтенант Леонтий Николаи описывает эпизод сражения в своем дневнике следующим образом: 

Мы узнали впоследствии, что в то самое время когда мы шли в атаку сам Эски был смертельно ранен в голову картечной пулей. Орудие его осталось на батарее (Г), и в минуту общего смятения прислуга хотела увезти его, но не могла, ибо две лошади были в это время убиты. Тогда артиллеристы хотели на остальных лошадях увезти одни передки, оставив саму пушку на произвол; но Эски, прискакав верхом, приказал запреч опять пушку; в это время лошадь его была ранена пятью картечными пулями, а шестая попала ему в голову. Почти уже умирающий, он вновь приказал артиллеристам увезти орудие в кустарник, и только после этого дозволил, чтобы его унесли
В 1854 году по приказу имама Шамиля чеченские наибы Талхиг Шалинский, Эски и Умалат заняли Ханкальское ущелье, но были выбиты оттуда.
5 января 1855 года при взятии командующим кумыкской военной линии бароном Л. П. Николаи, чеченской крепости Шуаиб-Капу, которая располагалась на территории современного села Хоси-Юрт, погиб брат Эски.
Каждый отдельный начальник имел свой флаг, значок принадлежавший Эски был красного цвета (1856 г.).
Из всех наибов Шамиля являлся одним из наиболее активных. Имя наиба Эски (Мичикский) Хулхулинского с 1852 (1851?) года по 1857 год является одной из наиболее часто упоминаемых в трудах военных историков царской России, таких как А. Л. Зиссерман, Н. А. Волконский, А. Р. Фадеев, Н. А. Дубровин и т. д, являвшихся не только его современниками, но и участниками военных действий против чеченцев, горцев. Связано это с тем что с 1852 года царское командование, основательно взялось за покорение Мичикского наибства, которое, по выражению командующего левым флангом Кавказской военной линии, генерал-майора князя А. И. Барятинского, «составлял оплот погибающей Чечни и преграду для совершенного покорения его».
В июле 1857 года Эски сдался царскому командованию. Был определён на поселение в аул Брагуны.

### Смерть
Умер в 1294 году по хиджре что соответствует 1876—1877 гг. Похоронен в Бачи-Юрте, на старом сельском кладбище, в центре села, расположенной на правом берегу реки Гансол. Сохранился надмогильный камень на котором приведены дата смерти и имена самого Эски и его отца.
Согласно Сулейманову А. С., с именем Эски связаны ряд топономических объектов: «Эска ваьхна меттиг»-участок на котором жил Эски, урочище на юге села Бачи-Юрт; «Эски дукъ»-хребет Эски, на востоке села Верхний Нойбер; так же некоторыми с именем Эски Мичикского связывают и родник на восточной окраине села Энгель-Юрт который называется «Эски шовда»-родник Эски. Потомками Эски являются Баймурадовы, Тимербулатовы, Шовхаловы, проживающие в селении Верхний Нойбер (по ходатайству его потомков одна из улиц села названа его именем) и некоторые фамилии из г. Гудермес (Гумс-Эвла). Дочь Эски была выдана за старшего сына Хосы Умаханова, представителя тайпа цонтарой, который являлся основателем села Хоси-Юрт (Центарой) Курчалоевского района.